# San Francisco Huehuetlán
San Francisco Huehuetlán es una localidad del estado mexicano de Oaxaca. Es cabecera del municipio de San Francisco Huehuetlán.

## Demografía
| Censo | Población |
| ----- | --------- |
| 1900  | 1600      |
| 1910  | 1675      |
| 1921  | 1605      |
| 1930  | 2012      |
| 1940  | 1902      |
| 1950  | 1960      |
| 1960  | 1656      |
| 1970  | 1526      |
| 1980  | 1125      |
| 1990  | 268       |
| 1995  | 296       |
| 2000  | 242       |
| 2005  | 321       |
| 2010  | 235       |
| 2020  | 673       |